# Antonio Floro Frondosa
Antonio Floro Frondosa (Dumalag, 13 giugno 1909 – 19 settembre 1993) è stato un arcivescovo cattolico filippino.

## Biografia
Fu ordinato presbitero l'8 marzo 1936. Il 5 marzo 1952 papa Pio XII lo nominò vescovo di Capiz. Ricevette la consacrazione episcopale il 28 maggio dello stesso anno dall'arcivescovo José Maria Cuenco, arcivescovo metropolita di Jaro, co-consacranti Manuel Porcia Yap, vescovo di Bacolod, e Miguel Acebedo y Flores, vescovo di Calbayog.
Partecipò a tutte e quattro le sessioni del Concilio Vaticano II.
Il 17 gennaio 1976, in seguito all'elevazione della stessa diocesi ad arcidiocesi metropolitana, divenne primo arcivescovo metropolita di Capiz.
Il 18 giugno 1986 papa Giovanni Paolo II accettò la sua rinuncia per raggiunti limiti di età.
Morì il 19 settembre 1996 all'età di 84 anni.

## Genealogia episcopale e successione apostolica
La genealogia episcopale è:
- Cardinale Scipione Rebiba
- Cardinale Giulio Antonio Santori
- Cardinale Girolamo Bernerio, O.P.
- Arcivescovo Galeazzo Sanvitale
- Cardinale Ludovico Ludovisi
- Cardinale Luigi Caetani
- Cardinale Ulderico Carpegna
- Cardinale Paluzzo Paluzzi Altieri degli Albertoni
- Papa Benedetto XIII
- Papa Benedetto XIV
- Cardinale Enrico Enriquez
- Arcivescovo Manuel Quintano Bonifaz
- Cardinale Buenaventura Córdoba Espinosa de la Cerda
- Cardinale Giuseppe Maria Doria Pamphilj
- Papa Pio VIII
- Papa Pio IX
- Cardinale Gustav Adolf von Hohenlohe-Schillingsfürst
- Arcivescovo Salvatore Magnasco
- Cardinale Gaetano Alimonda
- Cardinale Giovanni Cagliero, S.D.B.
- Arcivescovo Guglielmo Piani, S.D.B.
- Arcivescovo José Maria Cuenco
- Arcivescovo Antonio Floro Frondosa

La successione apostolica è:
- Cardinale Jaime Lachica Sin (1967)
- Vescovo Vicente Macanan Navarra (1979)
- Vescovo Dinualdo Gutierrez (1981)